# Cena Alice Guy
Cena Alice Guy (francouzsky Prix Alice-Guy) je filmové ocenění založené v roce 2018. Každoročně odměňuje film s většinovou francouzskou produkcí, který režírovala žena. Cena je pojmenována na počest první režisérky v historii Alice Guy. Cenu založila novinářka Véronique Le Bris, aby dle svých slov kompenzovala nedostatečné zastoupení žen ve filmových cenách.

## Seznam oceněných

### Celovečerní filmy
- 2018: Lidia Terki za film Paris la blanche
- 2019: Catherine Corsini za film Un amour impossible
- 2020: Mounia Meddour za film Papicha
- 2021: Maïmouna Doucouré za film Kočičky
- 2022: Audrey Diwan za film Událost
- 2023: Alice Winocour za film Znovu Paříž
- 2024: Kaouther Ben Hania za film Čtyři sestry
- 2025: Lina Soualem za film Bye Bye Tibériade

### Krátkometrážní filmy
- 2023: Aude N'Guessan za film Forget for Anansi
- 2024: Violette Gitton za film Césarova věc
- 2024: Marie Poupinet za film Autoportrait